# 우가와라촌
우가와라촌(鵜川原村)은 일본 미에현 미에군에 설치되었던 촌이다. 현재의 고모노정 중심부의 동북동부에 해당한다.